# Аниношани (Дамбовица)
Аниношани (рум. Aninoșani) насеље је у Румунији у округу Дамбовица у општини Кандешти Вале. Oпштина се налази на надморској висини од 410 m.

## Становништво
Према подацима из 2002. године у насељу је живело 108 становника, од којих су сви румунске националности.